# Lucifer Songs
Lucifer Songs è il 3º album commercializzato dalla metal-band italiana Ufomammut.

## Tracce
1. Blind
2. Hellcore
3. Hypnotized
4. Mars
5. Astrodronaut
6. Lucifer Song